# 角色客製化
角色客製化，是一種大型多人線上角色扮演遊戲創建角色系統和元素，玩家可以透過這種系統調整角色造型數值自主創建自己所想的玩家角色造型。

## 功能
玩家可以自主調整諸如性別、種族、體型等角色造型設定，甚或設定獨特的能力與技能。與紙娃娃系統不同，角色客製化是由遊戲開發者設置各造型數值的最大值和最小值，再由玩家在該範圍內自行調整造型數值，防止角色造型千篇一律或與其他玩家過份相似；而後者則僅提供不同樣式的造型部分，玩家通常不可調整數值。

## 遊戲性
自主化的角色創建系統可讓玩家體驗多樣性，更大幅度提高玩家的遊戲情緒和自我認同。

## 其他遊戲類型
除了大型多人線上角色扮演遊戲外，這種系統可以作為一種遊戲元素加入其它類型的遊戲，例如格鬥遊戲《劍魂VI》，日本成人戀愛模擬遊戲品牌ILLUSION的多個遊戲系列包括《戀活！》、《AI＊少女》，多人線上戰鬥競技場遊戲《死靈異種》等。